# روبرتو آلوارادو
روبرتو آلوارادو (اسپانیایی: Roberto Alvarado‎؛ زادهٔ ۷ سپتامبر ۱۹۹۸) بازیکن فوتبال اهل مکزیک است.
از باشگاه‌هایی که در آن بازی کرده‌است می‌توان به اشاره کرد.
وی همچنین در تیم‌های ملی فوتبال زیر ۲۳ سال مکزیک و مکزیک بازی کرده‌است.